# 木板路

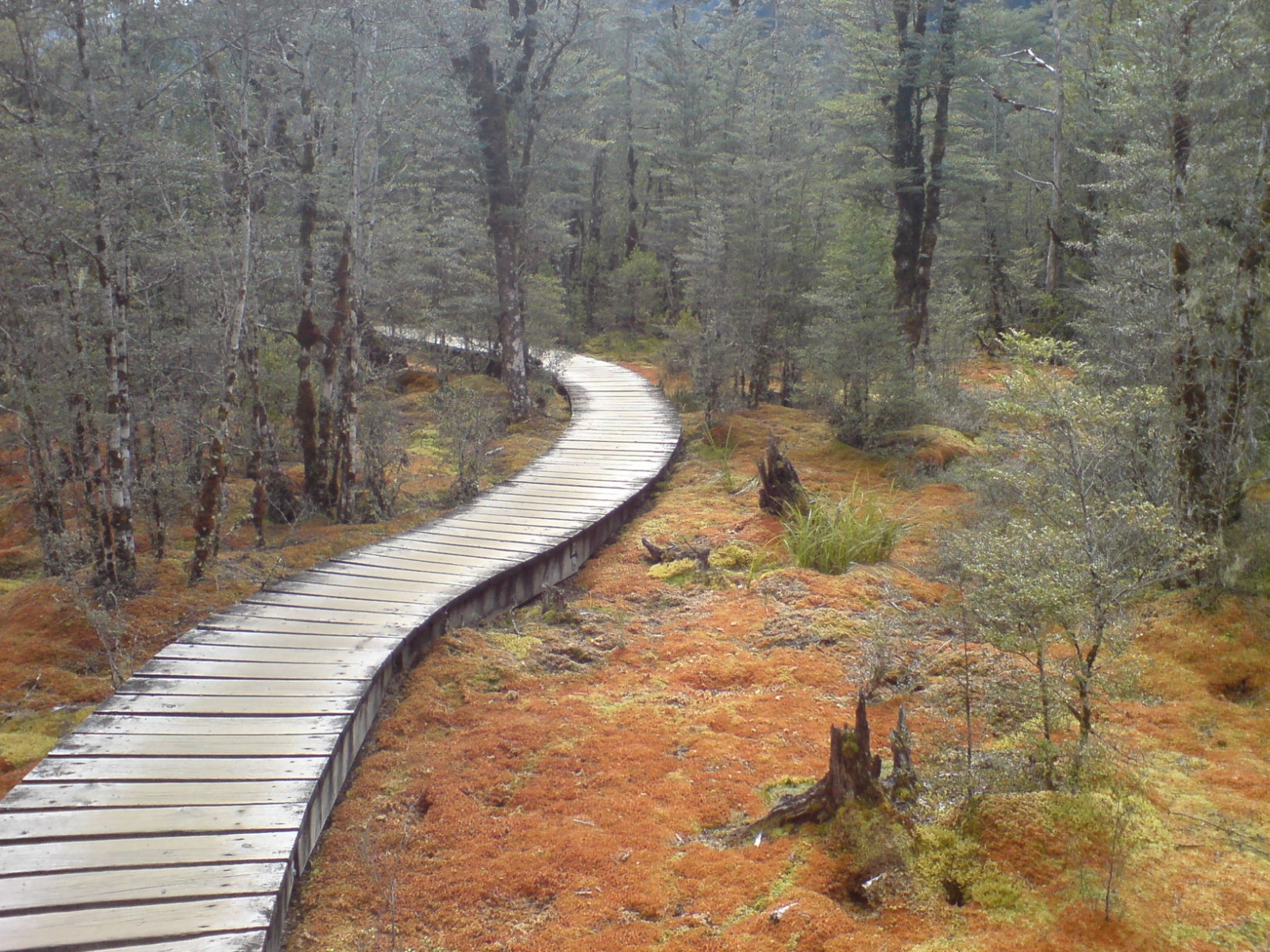
紐西蘭米爾福德步道的一條典型木板路。

木板路或木板道（boardwalk）是一种用架高的木板建造的步行平台，通常位於海灘旁，經常在棧橋附近找到。木板路可以建在沼澤和濕地等水草较多的地形上，或建在脆弱的生態系統上面，以便在保護自然环境不被侵犯的基础上提供让人能步行通过的平稳通道。
木板路主要用来穿過公園或者其他旅遊區的绿化带。潮間帶的木板路在澳洲被稱為“前滩道”（foreshoreway），沿著河流的木板路通常被稱為「河濱步道」（riverwalk），而沿海地帶的木板路通常被稱“海道”（oceanway）。除了明顯的給行人使用外，木板路還被用來創建商業區，並且沿著濱水區進行商業活動，而在那裡平常的街道的價格會很昂貴，原因是有海灘或者其他的濱水區作特色。雖然在世界各地都可以找到木板路，但它們在美國東岸特別常見。

## 美國

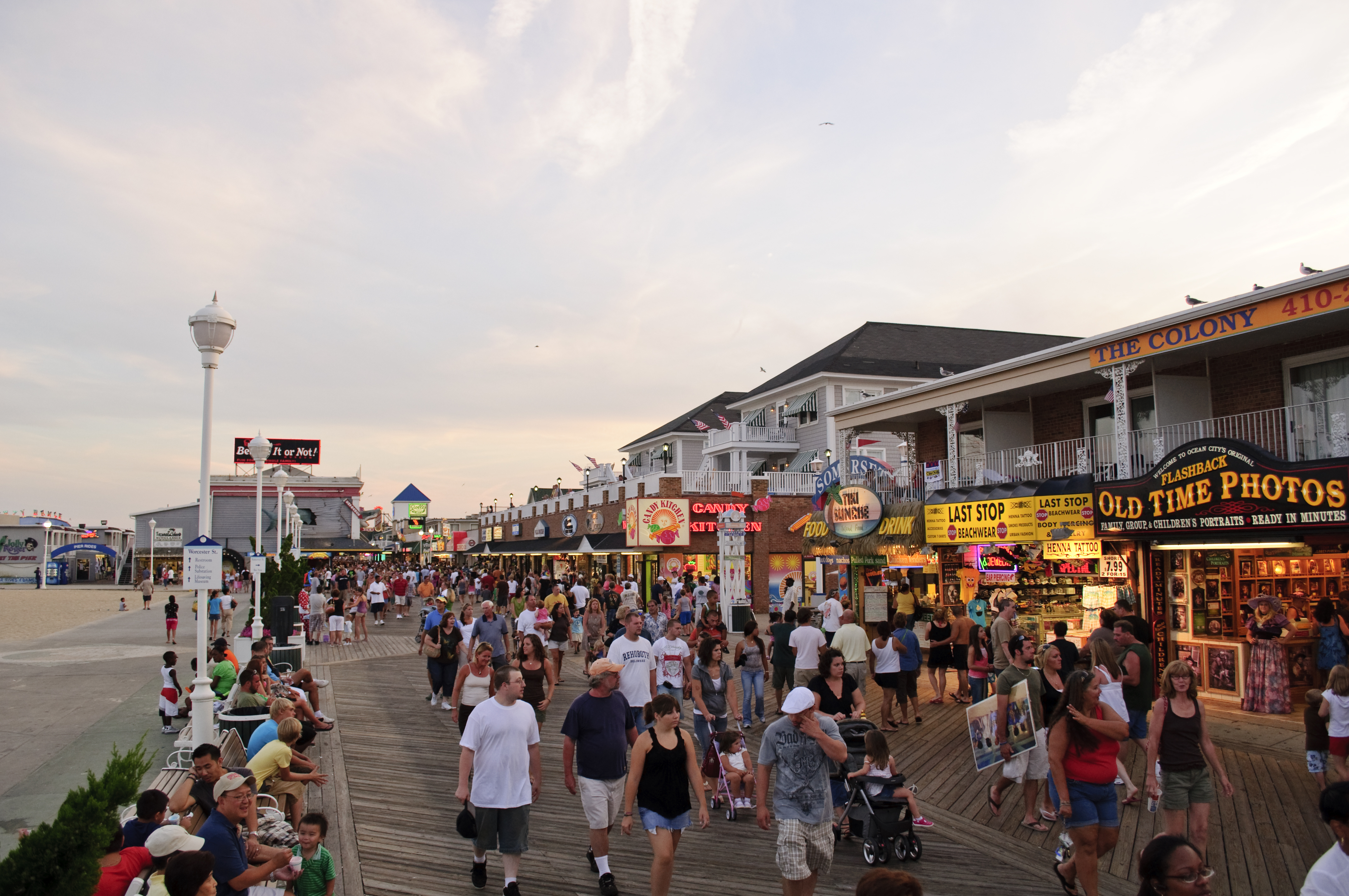
馬里蘭州大洋城的木板路

美國許多早期的木板路已經發展得如此成功，成為了商業區和旅遊景點，簡單的木製小路已被混凝土、磚或其他構造的海濱大道所取代，有時在外表上有木製外觀，有時則沒有。事實上，現今美國許多地方，「木板路」一詞具有濱水區、行人路、娛樂區的含義，而不只是原本木製道路的意思。其中一條最早的木板路是在新澤西州，1870年6月26日在大西洋城開放。